# 2020年ニース襲撃事件
2020年ニース襲撃事件（にせんにじゅうねんにーすしゅうげきじけん）は2020年10月29日にフランスのニースで起きた襲撃殺人事件。

## 概要
2020年10月29日朝、ニースの教会で刃物を持った男が市民を襲撃した。3人死亡。